# Малкэй, Эдмунд Ноэл
Эдмунд Ноэл Малкэй или Эдмонд Ноэл Малкэй (англ. Edmund Noel Mulcahy или Edmond Noel Mulcahy, 3 января 1930 — 24 марта 1968) — ирландский шахматист, национальный мастер.

## Биография
Чемпион Ирландии 1953 г. Пятикратный серебряный призер чемпионатов Ирландии (с 1954 по 1967 гг.).
В 1954 г. представлял Ирландию в зональном турнире (4½ очка из 19, 19-е место; победы над Х. Бауместером, Дж. Эйткеном и Францем Якобом, ничьи с А. Фудерером, Э. Бендом и С. Бурштейном).
В 1955 г. участвовал в международном турнире в Корке. Сохранилась его победа над гроссмейстером О. С. Бернштейном.
Был известным в Ирландии ученым в области неорганической химии.
Жена — Майра Ф. Малкэй, профессор зоологии Ирландского национального университета в Корке.
Погиб в авиакатастрофе. Самолет "Vickers Viscount" компании "Aer Lingus" летел из Корка в Лондон, но упал в море недалеко от маяка Тускар-Рок (графство Уэксфорд). На борту находились 61 пассажир и несколько членов экипажа. Не спасся никто.
С начала 1970-х гг. в Корке проводится мемориал Малкэя.